# Thymaris caudatus
Thymaris caudatus är en stekelart som beskrevs av Dmitriy R. Kasparyan 1993. Thymaris caudatus ingår i släktet Thymaris och familjen brokparasitsteklar. Inga underarter finns listade i Catalogue of Life.